# Naissance en 700
Naissance
- 696
- 697
- 698
- 699
- 700
- 701
- 702
- 703
- 704

Cette page dresse une liste de personnalités nées au cours de  l'année 700 :

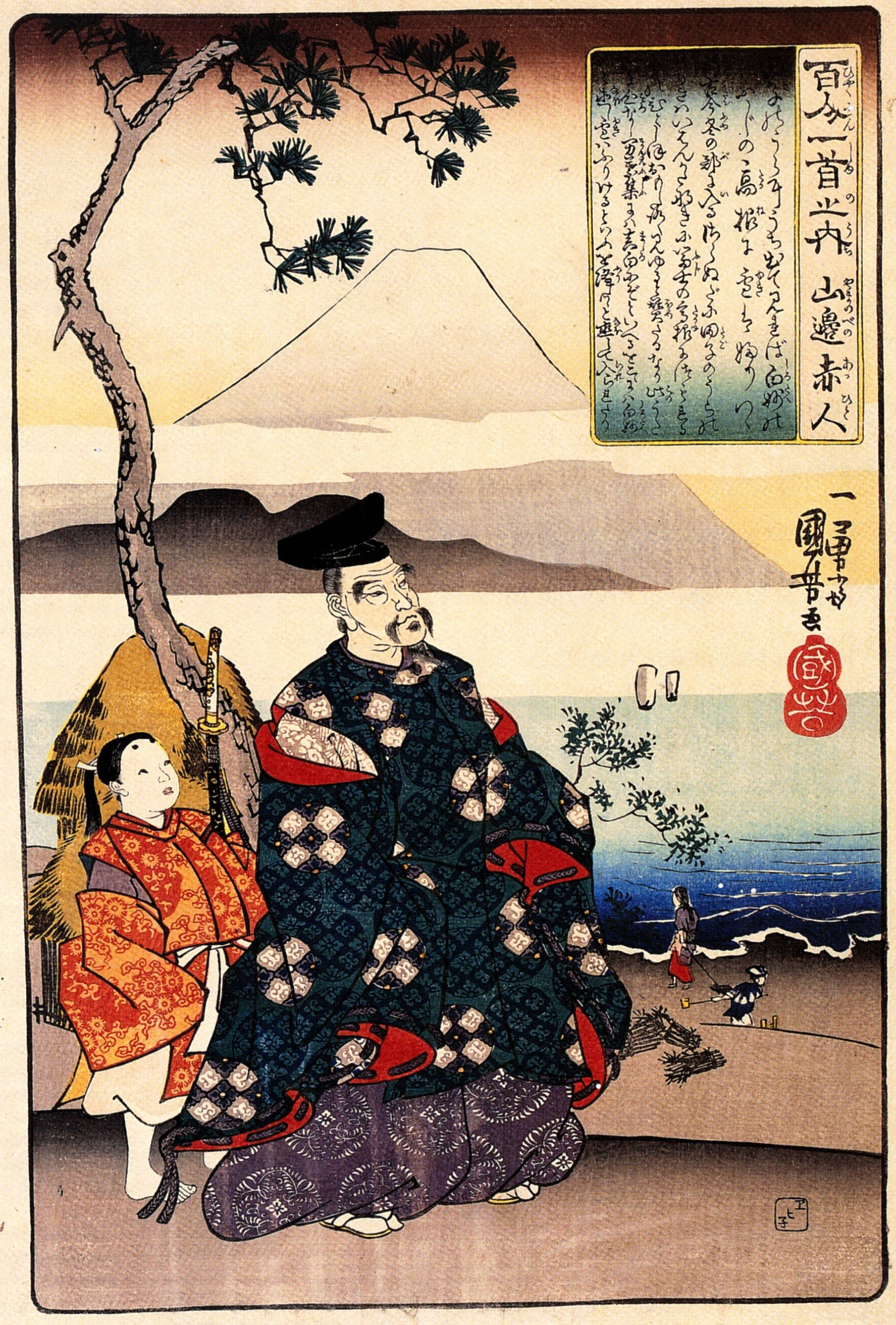
Le poète Yamabe no Akahito.

- Yamabe no Akahito, poète japonais.
- Dōkyō, moine bouddhiste.
- Wassil Ibn Ata, théologien musulman.
- Wang Jin (en), chancelier de la dynastie Tang.
- Shitou Xiqian, maître bouddhiste chinois.

date incertaine (vers 700)
- Gaubald, premier évêque de Ratisbonne.
- Sulayman ibn Ali al-Hashimi (en), prince abbasside.
- Luitfrid Ier d'Alsace, duc d'Alsace.
- Paul Ier, pape.
- Saint Baudolino (en), ermite.